# Péronne, Somme
Péronne je naselje in občina v severni francoski regiji Pikardiji, podprefektura departmaja Somme. Leta 1999 je naselje imelo 8.380 prebivalcev.

## Geografija
Kraj leži v severno francoski pokrajini Santerre, ob reki Somi.

## Administracija
Péronne je sedež istoimenskega kantona, v katerega so poleg njegove vključene še občine Aizecourt-le-Haut, Allaines, Barleux, Biaches, Bouchavesnes-Bergen, Bouvincourt-en-Vermandois, Brie, Buire-Courcelles, Bussu, Cartigny, Cléry-sur-Somme, Doingt, Estrées-Mons, Éterpigny, Feuillères, Flaucourt, Mesnil-Bruntel, Moislains, Nurlu in Villers-Carbonnel s 17.123 prebivalci.
Naselje je prav tako sedež okrožja, v katerem se nahajajo kantoni Albert, Bray-sur-Somme, Chaulnes, Combles, Ham, Nesle, Péronne in Roisel z 78.873 prebivalci.

## Zgodovina
Péronne je bil že v zgodnjem srednjem veku dobro utrjeno mesto na hribu, s katerega je obvladoval ozemlje ob reki Somi in njenih jezerih, kot tak tudi pogosta tarča vojaških napadov nanj. Požgan in oplenjen v času Normanov, resno poškodovan med špansko okupacijo, opustošen s strani Nemcev med francosko-prusko vojno 1870, popolnoma uničen  v času bitk na Somi leta 1917, bombardiran in požgan ob nemškem letalskem napadu maja 1940. Péronnu sta bila dodeljena dva vojaška križca - Croix de Guerre in red legije časti.
- Leta 929 je tukaj kot ujetnik burgundskega vojvode Rudolfa umrl zahodnofrankovski kralj Karel III., pokopan v bližnji opatiji.
- 14. septembra 1641 je bil v Péronnu podpisan sporazum med francoskim kraljem Ludvikom XIII. in monaškim princem Honoréjem II., s katerim je kneževina Monako prišla pod zaščito Francije.

## Zanimivosti
- gotska cerkev sv. Janeza Krstnika iz 16. stoletja, poškodovan v času velikih vojn, obnovljena po drugi svetovni vojni,
- zgodovinski muzej Historial de la Grande Guerre.

## Šport
Na cestah južno od Péronna je v letih od 1927 do 1935 potekala avtomobilistična dirka za Veliko nagrado Pikardije.

## Pobratena mesta
- Altena (Nemčija),
- Blackburn (Anglija, Združeno kraljestvo),
- Salobreña (Španija).